# Ramillies (Nord)
Ramillies és un municipi francès, situat a la regió dels Alts de França, al departament del Nord. L'any 2006 tenia 567 habitants.

## Demografia
| 1962                                       | 1968 | 1975 | 1982 | 1990 | 1999 | 2006 |
| ------------------------------------------ | ---- | ---- | ---- | ---- | ---- | ---- |
| 522                                        | 559  | 540  | 503  | 515  | 514  | 567  |
| Des de 1962: població sense dobles comptes |      |      |      |      |      |      |

## Administració
| Període | Identitat   | Partit |
| ------- | ----------- | ------ |
| 2001-   | Emile Etuin | PS     |